# Helios Automobilbau
Die Helios Automobilbau AG war ein deutscher Automobilhersteller, der von 1924 bis um 1930 als Elektrizitätsunternehmen Helios AG für elektrisches Licht und Telegraphenanlagenbau in Köln-Ehrenfeld ansässig war.
Nachdem der Kölner Industrielle und Automobilbaupionier Arthur Delfosse Teile des Elektrounternehmens Helios AG übernommen hatte, begann er 1923 (nach vorherigen Auftragsarbeiten für andere Hersteller) auch eigene Automobile unter der Marke Helios zu produzieren. Die technische Leitung übernahm dabei sein Sohn Curt Delfosse. Die  Helios-Automobilproduktion wurde um 1927/28 wieder eingestellt.
Helios entwickelte und baute einen Kleinwagen mit zwei Sitzplätzen und einem Zweizylinder-Boxermotor mit 972 cm³ Hubraum, dessen Kraft über eine Kardanwelle an die Hinterräder weitergeleitet wurde.